# Begasungskennzahl
Die Begasungskennzahl (auch (Gas)Durchsatz-Kennzahl, Gasvolumenstrom-Kennzahl oder kurz Begasungszahl; Formelzeichen: Q) ist eine dimensionslose Kennzahl in der Verfahrenstechnik und Biotechnologie, die das Verhältnis von zugeführtem Gas zu Drehzahl des Rührers beschreibt.
Sie ist definiert als
{\displaystyle Q={\frac {{\dot {V}}_{G}}{n\,{d_{R}}^{3}}}}.
| Formelzeichen                  | Bezeichnung                  | Einheit                                     |
| ------------------------------ | ---------------------------- | ------------------------------------------- |
| {\displaystyle {\dot {V}}_{G}} | eintretender Gasvolumenstrom | {\displaystyle \mathrm {\frac {m^{3}}{s}} } |
| {\displaystyle n}              | Rührerdrehzahl               | {\displaystyle \mathrm {s^{-1}} }           |
| {\displaystyle d_{R}}          | Rührerdurchmesser            | {\displaystyle \mathrm {m} }                |